# Riaño
Riaño – gmina w Hiszpanii, w prowincji León, w Kastylii i León, o powierzchni 97,63 km². W 2011 roku gmina liczyła 512 mieszkańców. Leży na obszarze Gór Kantabryjskich w dolinie rzeki Esli na północnym brzegu utworzonego na niej zbiornika wodnego.

## Zbiornik wodny
Prace przy budowie zbiornika rozpoczęto w latach 60. XX w., ale funkcjonować zaczął od początku 1988 r. Przeznaczony był do nawadniania 80 tys. ha, co było kwestionowane przez jego przeciwników. Obecnie władze i Urząd Gospodarki Wodnej w planie zarządzania basenem Esli stwierdzili, że możliwy obszar irygacji wynosi nie więcej niż 32 tys. ha. Elektrownia wodna na tamie produkuje niewielkie ilości energii. Całkowicie pod wodą znalazły się miejscowości Anciles, Éscaro, Huelde, La Puerta, Pedrosa, Riaño i Salió, a częściowo Burón i Vegacerneja. Inwestycji towarzyszyły dramatyczne protesty miejscowej ludności. Wybudowano nową wieś Riaño, a ludziom przekazano rekompensaty w postaci ziemi uprawnej i pieniędzy.